# Намская улусная гимназия
Намская улусная гимназия им. Н. С. Охлопкова — одна из школ, включенная в сеть Президентских школ РС(Я). Обладатель гранта Президента РФ. Открыт 7 апреля 1994 по приказу Министерства образования Республики Саха (Якутия).

## История
- 7 апреля 1994 года — приказ Министерства образования Республики Саха (Якутия) об открытии Намской улусной гимназии
- 13 апреля 1994 года — распоряжение главы Администрации Намского улуса Алексеева Д. Ф. об открытии улусной гимназии в с. Нам
- 3 марта 1997 года — Указ № 60 Президента РС(Я) Николаева М. Е. о включении Намской улусной гимназии в сеть Президентских школ Республики Саха (Якутия)
- 22 апреля 1999 года — постановление Правительства Республики Саха (Якутия) за № 209 о присвоении Намской улусной гимназии имени известного государственного деятеля республики, Почетного гражданина Намского улуса Николая Семеновича Охлопкова.
- 2000 год — Намская улусная гимназия Намского улуса становится опорной школой — центром научно-методической работы Министерства образования РС(Я)
- 26 февраля 2003 год — Намской улусной гимназии присваивается статус «республиканская экспериментальная площадка» для реализации проекта «Образовательная среда сельской гимназии как условие самореализации личности школьника»
- февраль 2003 год — Сертификат за активное участие на региональном этапе Всероссийского конкурса «За сохранение природы и бережное отношение к лесным богатствам» («Подрост»)
- сентябрь 2003 год — Работа «Ресурсного центра» по профильному обучению для учащихся 10 классов школ улуса
- 4 декабря 2003 год — Премия ассоциации попечительских советов учреждений образования РС(Я)
- 2003 год — Сертификат Министерства образования РС(Я) о распространении опыта работы гимназии на республиканской дистанционной ярмарке педагогических разработок по профильному обучению

## Образовательный процесс
В гимназии обучаются более 300 детей из 14 наслегов Намского улуса. Профильное преподавание ведётся по трём основным направлениям: политехническое (физика, математика), гуманитарное (с углублённым изучением английского языка), и химико-биологическое. 100% выпускников гимназии поступают по её окончании в высшие учебные заведения, из них 30% выбирают центральные вузы.
Оценивание успеваемости происходит по рейтинговой системе, рейтинг каждого ученика вычисляется ежемесячно, причём баллы могут сниматься не только за низкую успеваемость, но и за нарушения дисциплины и внутреннего кодекса. Если ученик трижды не набрал минимального рейтинга, он отчисляется из гимназии.
Помимо основной учебной программы, в гимназии ведётся подготовка учащихся к предметным олимпиадам, научно-исследовательская работа (по комплексной программе «Энсиэли»). Ученики Намской гимназии успешно участвуют в дистанционной всероссийской олимпиаде «Эйдос», предметных олимпиадах всех уровней вплоть до всероссийских, а также в научно-практических конференциях «Шаг в будущее», Аммосовских и Чиряевских чтениях.
Намская улусная гимназия является республиканской экспериментальной площадкой и входит в сеть Президентских школ.

## Педагогический состав
Директор Намской улусной гимназии со дня её основания — Валерий Николаевич Попов, Заслуженный учитель Российской Федерации, Отличник народного просвещения РСФСР, почётный гражданин Намского улуса. В. Н. Попов носит звания «Учитель учителей» и «Лучший директор школы», присваиваемые министерством образования Республики Саха (Якутия).
1 апреля 2015 года директором гимназии назначен учитель черчения Александр Валерьевич Новгородов, до этого бывший заместителем директора по информационным технологиям. Новгородов — финалист Всероссийского конкурса «Учитель года-2009», организатор Интернет-олимпиады по черчению, в которой принимают участие ученики 7-11 классов со всей России.

## Культурная жизнь
В гимназии имеется своя школьная газета «Тинейджер», телестудия «ГиД», работают различные секции и кружки. Школьная газета «Тинейджер» издается со дня основания гимназии и по сей день 2 раза в месяц. Газета издается самими учениками Намской гимназии. Тираж от 51 до 100, объёмом 4-8 страниц формата А4. Также, раз в год издается альманах «Рождается внезапная строка».
В гимназии действует свой музей, в котором собрано всё, что связано с историей этого учебного заведения. Особое место в музее занимает большая коллекция колокольчиков, которые привозят со всех концов России и из-за рубежа.

## Достижения
В 2006 году школа получила грант в размере 1 миллиона рублей, выделяемый лучшим инновационным школам России в рамках Приоритетного национального проекта «Образование». С 2006 по 2009 год преподаватели школы ежегодно становились обладателями грантов лучшим учителям России и Республики Саха, а в 2009 году преподаватель черчения и информационных технологий А. В. Новгородов, выиграв региональный этап конкурса «Учитель года России», представлял Республику Саха во всероссийском финале. В 2009 году Намская гимназия, в выпускном классе которой было сразу 17 медалистов, удостоилась звания «Золотой школы-2009 среди сельских школ республики». До этого Новгородов становился победителем республиканского конкурса «Учитель-виртуоз информационных технологий» (в 2006 году) и лауреатом Всероссийского конкурса «Электронные образовательные ресурсы в школе» (в 2008 году).